# Brachythoracosepsis saothomensis
Brachythoracosepsis saothomensis är en tvåvingeart som beskrevs av Ozerov 2000. Brachythoracosepsis saothomensis ingår i släktet Brachythoracosepsis och familjen svängflugor. Inga underarter finns listade i Catalogue of Life.